# Steffen Seibert

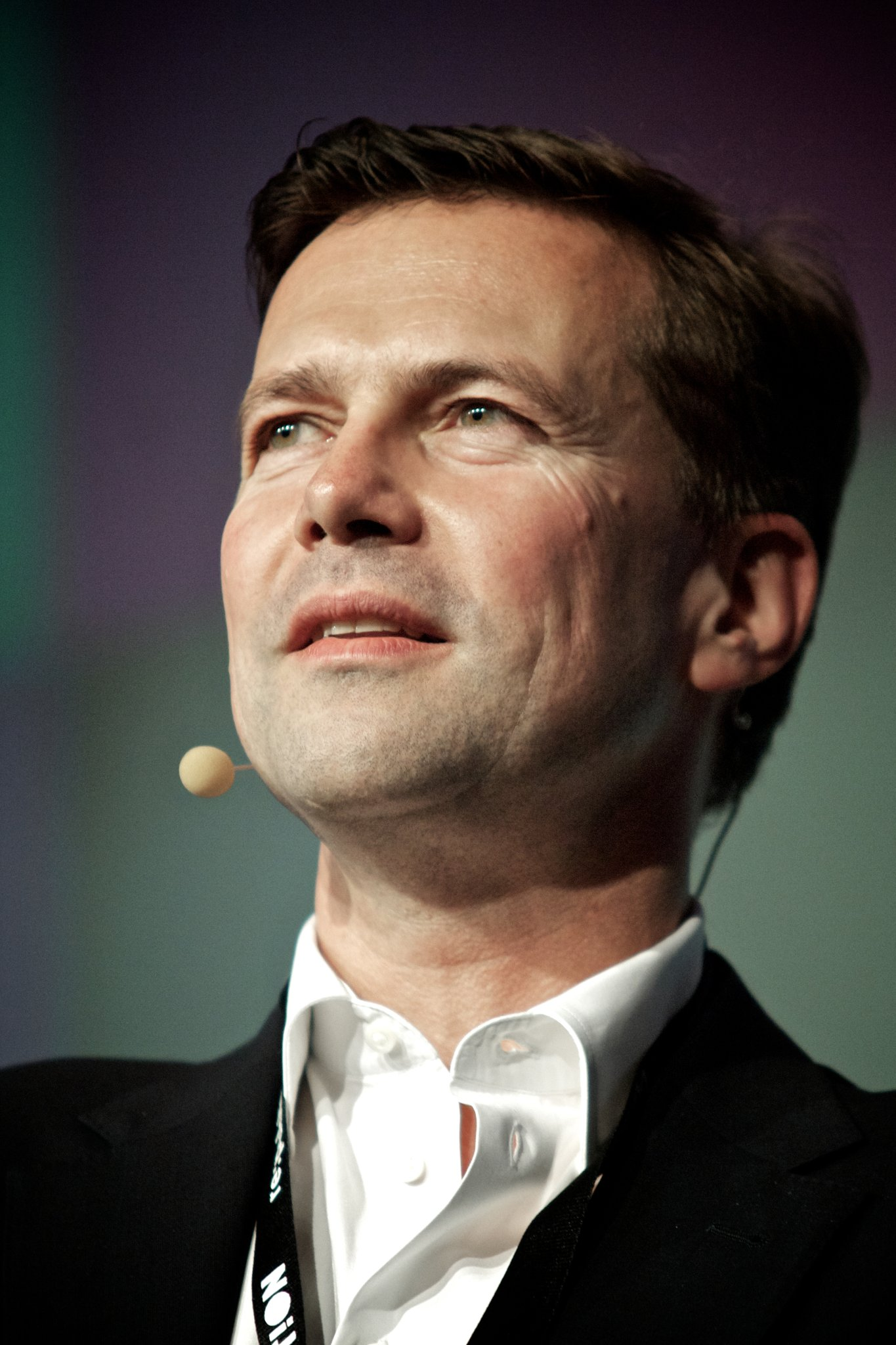
Steffen Seibert, 2012

Steffen Rüdiger Seibert-Gundelach (* 7. Juni 1960 in München) ist ein deutscher politischer Beamter (CDU), Diplomat und Kommunikationsmanager sowie Journalist. Seit August 2022 ist er Botschafter der Bundesrepublik Deutschland in Israel. Von August 2010 bis Dezember 2021 war er Regierungssprecher der deutschen Bundesregierung sowie Chef des Presse- und Informationsamts der Bundesregierung im Amt eines Staatssekretärs. Zuvor war er Fernsehjournalist beim ZDF. Von 2003 bis 2010 moderierte er die Hauptsendung der heute-Nachrichten.

## Leben
Seibert wurde als Sohn des Verlegers Gerhard Seibert und dessen Frau Hannelore, geb. Meyer, in München geboren. Er wuchs zunächst im Münchner Stadtbezirk Untergiesing-Harlaching auf, wo sein Vater eine Verlagsbuchhandlung für Kunstbücher führte. Als Seibert zwölf Jahre alt war, ließen sich seine Eltern scheiden. Seine Mutter zog mit ihm von München zunächst nach Stuttgart und später nach Hannover.
Seibert besuchte die Grundschule in Stuttgart-Sillenbuch, das Wilhelmsgymnasium Stuttgart und schließlich die Tellkampfschule in Hannover, an der er 1979 das Abitur absolvierte. Einer seiner Mitschüler in der Oberstufe war Giovanni di Lorenzo. Nach dem Zivildienst studierte er von 1981 bis 1987 Mittlere und Neuere Geschichte, Deutsche Literaturwissenschaft und Öffentliches Recht an der Universität Hamburg und an der London School of Economics. 1987 erlangte er an der Universität Hamburg mit einer Arbeit zur Rolle Lateinamerikas im Völkerbund in den 1920er- und frühen 1930er-Jahren den akademischen Grad Magister Artium. Seibert war Stipendiat der Studienstiftung des deutschen Volkes.

## Werdegang

### Öffentlich-rechtlicher Rundfunk
1989 begann Seibert ein Volontariat beim ZDF. Nachdem er in verschiedenen Redaktionen mitgearbeitet hatte, unter anderem beim heute-journal, berichtete er für das ZDF von 1992 bis 1995 als Auslandskorrespondent aus Washington, D.C. Zurück in Deutschland moderierte er zunächst das ZDF-Morgenmagazin, es folgten das ZDF-Abendmagazin, hallo deutschland (1997–2000) und ZDF.reporter (2001–2003). Seibert wurde zudem für Sondersendungen eingesetzt. Bis zu den Landtagswahlen in Hessen und Niedersachsen im Januar 2008 war er neun Jahre lang auch als Mann der Zahlen bei der ZDF-Wahlberichterstattung tätig. Für seine Moderation der Sondersendungen im ZDF zum Anschlag auf das World Trade Center am 11. September 2001 wurde er mit der Goldenen Kamera ausgezeichnet.
Vom 13. Januar 2003 bis zum 4. Juli 2010 moderierte Seibert die Hauptsendung der heute-Nachrichten um 19 Uhr im ZDF als Nachfolger von Klaus-Peter Siegloch. Für die Sondersendung Wir wollen helfen!, in der das ZDF und die Bild-Zeitung 40,6 Millionen Euro an Spenden für die Opfer der Tsunamikatastrophe in Südostasien sammelte, gewann er 2005 gemeinsam mit Co-Moderator Johannes B. Kerner den Publikums-Bambi. Im gleichen Jahr moderierte er zusammen mit Nina Ruge den Bayerischen Fernsehpreis. Vom 28. Mai 2007 bis zum 3. Juli 2010 war Seibert ebenfalls als Nachfolger von Klaus-Peter Siegloch Anchorman des heute-journals. Seine Co-Moderatorin war Dunja Hayali, mit der er ab dem 10. November 2009 auch die ZDF-Reihe Die Sternstunden der Deutschen präsentierte. 2009 moderierte er zusammen mit Markus Kavka ein weiteres Mal den Bayerischen Fernsehpreis.

### Regierungssprecher

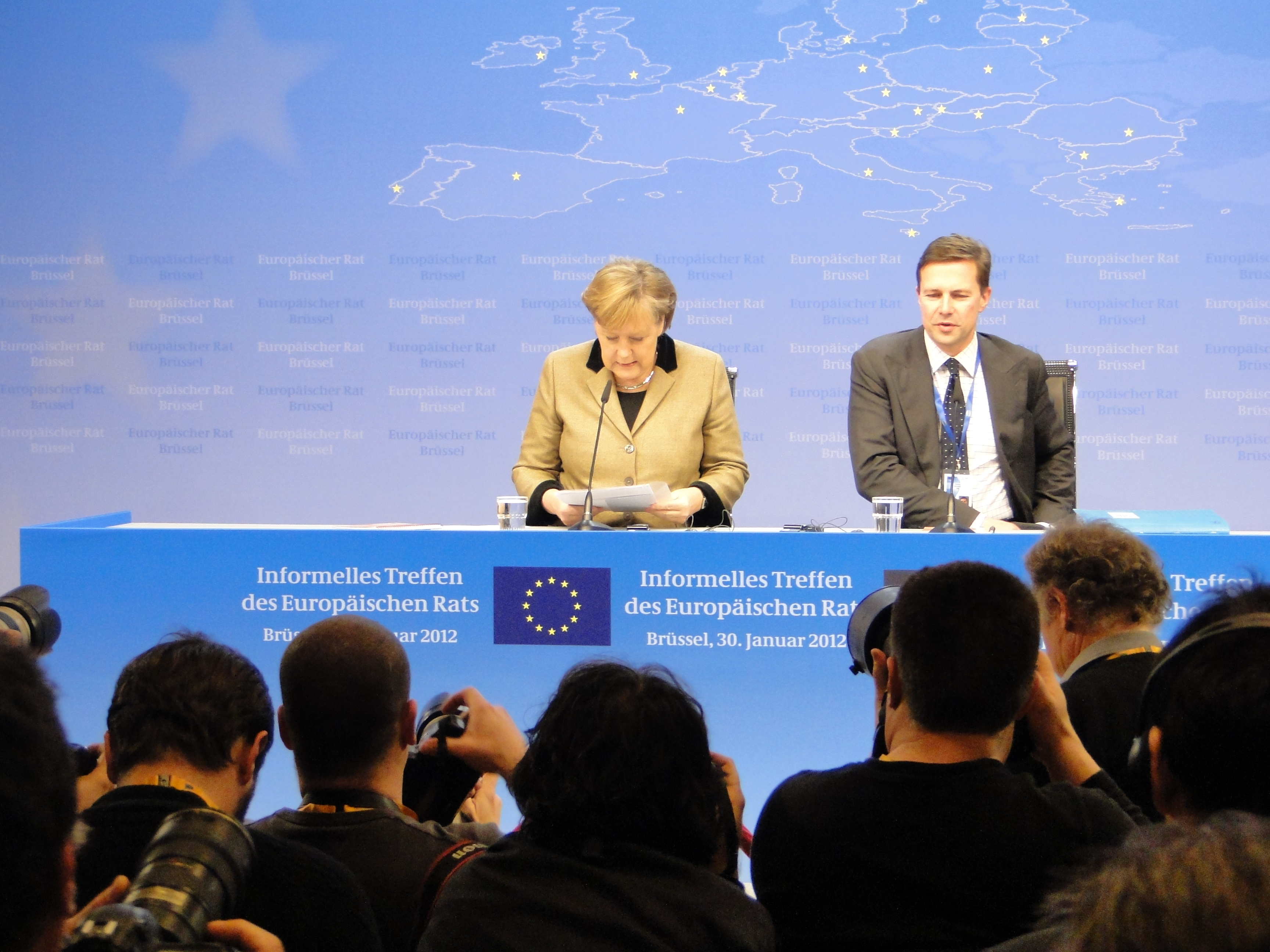
Seibert als Regierungssprecher mit Bundeskanzlerin Angela Merkel (2012)

Von 2010 bis zum Regierungswechsel 2021 war Seibert Sprecher der Bundesregierung. Durch einen Tipp seines Schulkameraden, des Zeit-Chefredakteurs Giovanni di Lorenzo, waren die Berater von Bundeskanzlerin Angela Merkel auf Seibert aufmerksam geworden. Nach anfänglichen Schwierigkeiten war Seibert bislang der am längsten amtierende Regierungssprecher einer deutschen Bundesregierung. Er übernahm die Nachfolge von Ulrich Wilhelm, der Intendant des Bayerischen Rundfunks (BR) wurde. Er übergab sein Amt am 9. Dezember 2021 im Beisein von Bundeskanzler Olaf Scholz an seinen Nachfolger Steffen Hebestreit.

### Botschafter in Israel

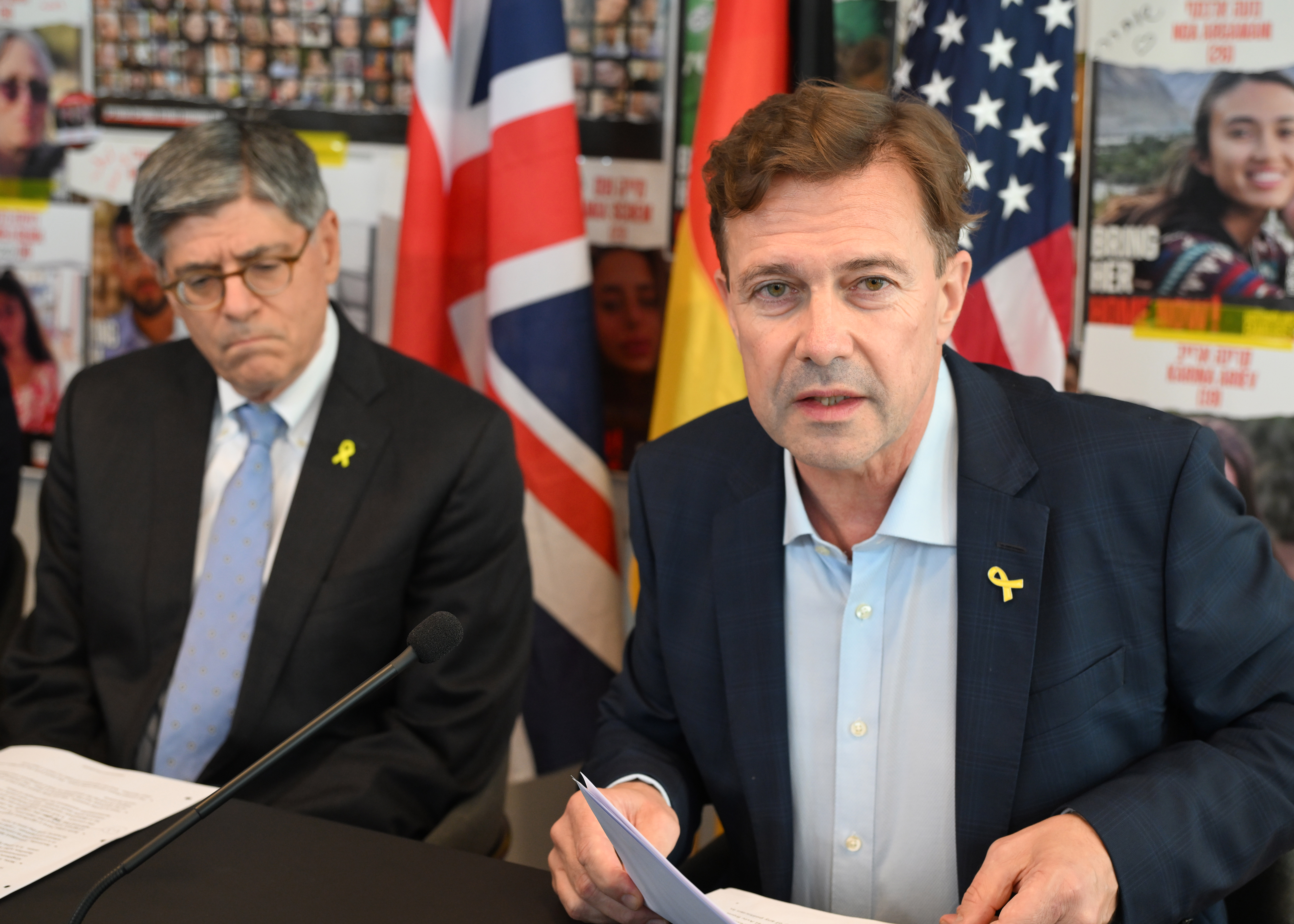
Seibert als Botschafter in Israel mit US-Botschafter Jacob Lew (2024)

Die Bundesregierung designierte Seibert im März 2022 zum Botschafter in Israel in Tel Aviv. Er folgte Susanne Wasum-Rainer nach und trat das Amt am 9. August 2022 an.
Im September 2023 kritisierte die Regierung Israels (Kabinett Netanjahu VI), dass Seibert eine Gerichtsverhandlung besucht hatte.

## Sonstiges Engagement
Seibert engagiert sich als UNICEF-Repräsentant; 2003 reiste er nach Angola, im März 2005 besuchte er im Rahmen einer AIDS-Aufklärungskampagne die ukrainischen Städte Odessa und Kiew. Seibert, selbst Vater eines frühgeborenen Kindes, war bis Ende 2008 Schirmherr des Bundesverbandes Das frühgeborene Kind e. V. Seit Januar 2010 ist er offizieller Pate des Kinderhospizes Bethel.

## Privates
Seibert ist mit der Malerin Sophia Gundelach verheiratet und hat eine Tochter und zwei Söhne. Er wurde in einer evangelischen Kirche getauft, trat früh aus der Kirche aus und konvertierte nach dem Jahr 2000 zum Katholizismus.
Seibert war bei der Aufnahme der Arbeit als Regierungssprecher parteilos, trat aber später der CDU bei.

## Preise und Auszeichnungen
- 2013: Großkreuz des Orden des Sterns von Italien[22]
- 2022: BdKom-Award (Ehrenpreis) des Bundesverbands der Kommunikatoren[23]

## Werke
- Lateinamerikanische Konflikte vor dem Völkerbund, 1920–1935. (Hamburg, Univ., Mag.-Schr., 1987).
- Auf Sendung! Wie Fernsehen gemacht wird. Rowohlt-Taschenbuch-Verlag, Reinbek bei Hamburg 2005, ISBN 3-499-21334-6.
- Mein, dein, unser Deutschland: Die bewegendsten Momente der letzten 60 Jahre. Bibliographisches Institut, Mannheim 2009, ISBN 978-3-411-07811-0.